# Città di Cossato
L'Unione Sportiva Dilettantistica Città di Cossato (in breve Cossato o, storicamente, Cossatese) è una società calcistica italiana con sede nella città di Cossato, in provincia di Biella.
Costituita nel 2015 a seguito della fusione tra Unione Sportiva Dilettantistica Cossato Calcio 2010 e Gruppo Sportivo Dilettantistico Parlamento, è erede della tradizione sportiva iniziata nel 1946 con la fondazione dell'Associazione Sportiva Cossatese. Vanta quale maggior successo la partecipazione al campionato di Serie C 1972-1973.
Nella stagione 2024-2025 milita nel campionato piemontese-valdostano di Promozione, sesto livello del calcio italiano.

## Storia

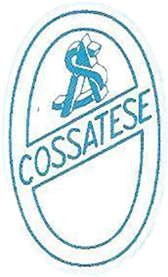
Marchio storico

L'Associazione Sportiva Cossatese venne fondata nel 1946 e adottò come colori sociali il bianco e l'azzurro.
Dopo alcuni anni di attività a carattere locale, nel 1950 il club si affiliò alla FIGC e debuttò in Prima Divisione Piemonte-Valle d'Aosta.
La squadra si rivelò subito competitiva e già nella stagione 1952-1953 disputa per la sua prima volta nella storia la massima divisione a livello dilettantistico (IV Serie, poi Serie D); subito retrocessa l'anno successivo, vi fa ritorno ne 1967-1968 dopo alcune stagioni altalenanti tra Promozione, Campionato Dilettanti e Prima Categoria.
Dopo un lustro in Serie D, nella stagione di 1972-1973 la Cossatese disputa per la prima volta la Serie C, con Gianluigi Aguggia e Oreste Strobino alla presidenza e Bruno Padulazzi allenatore: il 19º posto in classifica però comporta un'immediata retrocessione
Le stagioni successive vedono i biancazzurri, dopo un triennio in Serie D, ulteriormente retrocessi in Promozione e quindi gravitanti essenzialmente tra Prima Categoria ed Eccellenza Piemonte-Valle d'Aosta, con un'estemporaneo ritorno in Interregionale nel 1982-1983.
All'avvento del Terzo millennio la Cossatese torna in Serie D nella stagione 2002-2003, rimanendovi poi per quattro anni: nel mentre però la società entra in difficoltà finanziarie, che nel 2006 la conducono a rinunciare alla categoria di competenza. Dopo un anno di inattività, nel 2007 le sezioni superstiti del club biancazzurro confluiscono nel Gruppo Sportivo Dilettantistico Spolina (basato nell'omonima frazione e militante in Seconda Categoria), che muta pertanto denominazione in Associazione Sportiva Dilettantistica Cossatese Spolina. 
Nell'estate del 2015 il club rifondato (frattanto divenuto Unione Sportiva Dilettantistica Cossato Calcio 2010) si fonde con il concittadino Gruppo Sportivo Dilettantistico Parlamento, assumendo la denominazione di Unione Sportiva Dilettantistica Città di Cossato. La novità porta anche in dote un cambio dei colori sociali, che allo scopo di fondere le identità dei club confluiti diventano azzurro e giallo.

## Palmarès

### Competizioni regionali
- Eccellenza: 1

2001-2002 (girone A)
- Promozione: 2

1981-1982 (girone A), 1998-1999 (girone A)
- Prima Categoria: 3

1991-1992, 2011-2012 (girone C), 2017-2018 (girone B)
- Seconda Categoria: 2

2007-2008 (girone D), 2010-2011 (girone C)
- Prima Divisione: 1

1950-1951 (girone B)

## Statistiche

### Partecipazioni ai campionati nazionali
| Categoria | Partecipazioni | Debutto   | Ultima stagione |
| --------- | -------------- | --------- | --------------- |
| C         | 1              | 1972-1973 | 1972-1973       |
| D         | 14             | 1952-1953 | 2005-2006       |